# Liste des tours Chappe de la ligne Avignon - Bordeaux
Pour un article plus général, voir Télégraphe Chappe.
| Sur tour ronde | Sur tour carrée | Clocher        | Sur tour forme pyramidale |
| -------------- | --------------- | -------------- | ------------------------- |
| Disque noir    | Carré noir      | Triangle blanc | Triangle noir             |

## Secteur Avignon - Narbonne
| Tour                    | Forme          | Commune                          | Département | État                                | Coordonnées                      | Remarques                                                                          |
| ----------------------- | -------------- | -------------------------------- | ----------- | ----------------------------------- | -------------------------------- | ---------------------------------------------------------------------------------- |
| Avignon                 | Disque noir    | Avignon                          | Vaucluse    | Disparue                            | 43° 57′ 11″ N, 4° 48′ 27″ E      | Rocher des Doms                                                                    |
| Les Angles              | Disque noir    | Les Angles                       | Gard        | En ruines                           | 43° 57′ 42″ N, 4° 46′ 31″ E      |                                                                                    |
| La Bégude               | Disque noir    | Rochefort-du-Gard                | Gard        |                                     | 43° 57′ 22″ N, 4° 43′ 43″ E      |                                                                                    |
| Estézargues             | Disque noir    | Estézargues                      | Gard        |                                     | 43° 57′ 04″ N, 4° 37′ 44″ E      |                                                                                    |
| Lédenon                 | Disque noir    | Lédenon                          | Gard        |                                     | 43° 55′ 03″ N, 4° 30′ 13″ E      |                                                                                    |
| Courbessac              | Disque noir    | Courbessac                       | Gard        |                                     | 43° 53′ 15″ N, 4° 25′ 13,7″ E    |                                                                                    |
| Nîmes                   | Disque noir    | Nîmes                            | Gard        |                                     |                                  |                                                                                    |
| Puech                   | Disque noir    | Puech du Teil, quartier du Nîmes | Gard        |                                     | 43° 49′ 36″ N, 4° 20′ 35″ E      | Puech d'Autel sur la carte de l'état-major.                                        |
| Bernis                  | Disque noir    | Bernis                           | Gard        |                                     | 43° 46′ 33,8″ N, 4° 16′ 44,6″ E  |                                                                                    |
| Gallargues              | Disque noir    | Gallargues-le-Montueux           | Gard        | Restaurée en 2010 et fonctionnelle. | 43° 43′ 23″ nord, 4° 10′ 23″ est |                                                                                    |
| Lunel-Viel              | Disque noir    | Lunel-Viel                       | Hérault     | La tour subsiste.                   | 43° 40′ 58″ N, 4° 04′ 17″ E      | Tour appartenant au Domaine de "La Tour de Farges" et aménagée en réservoir d'eau. |
| Le Crès                 | Disque noir    | Montpellier                      | Hérault     | La tour subsiste.                   | 43° 37′ 30″ N, 3° 56′ 02″ E      | Télégraphe de Montauberon.                                                         |
| Montpellier             | Disque noir    | Montpellier                      | Hérault     |                                     | 43° 36′ 23″ N, 3° 52′ 38″ E      | Télégraphe situé anciennement sur la Tour de la Babote.                            |
| Malamort                | Disque noir    | Montpellier                      | Hérault     | Aucun vestige.                      | 43° 35′ 37″ N, 3° 49′ 40″ E      | Télégraphe du Terral.                                                              |
| Murviel-lès-Montpellier | Disque noir    | Murviel-lès-Montpellier          | Hérault     | La base de la tour subsiste.        | 43° 36′ 09″ N, 3° 43′ 13″ E      |                                                                                    |
| La Boissière            | Disque noir    | La Boissière                     | Hérault     | La tour subsiste.                   | 43° 38′ 11″ N, 3° 37′ 23″ E      | Tour d'accès assez difficile car emprisonnée par la végétation.                    |
| Saint-Bauzille          | Disque noir    | Saint-Bauzille-de-la-Sylve       | Hérault     | Restaurée en 2011 et fonctionnelle. | 43° 36′ 37″ N, 3° 33′ 44″ E      |                                                                                    |
| Saint-Pargoire          | Disque noir    | Saint-Pargoire                   | Hérault     | La tour subsiste.                   | 43° 31′ 49″ N, 3° 33′ 30″ E      |                                                                                    |
| Aumes                   | Disque noir    | Aumes                            | Hérault     | La tour subsiste.                   | 43° 28′ 30″ N, 3° 27′ 52″ E      | Tour située sur un domaine privé.                                                  |
| Valros                  | Triangle noir  | Valros                           | Hérault     |                                     | 43° 25′ 36″ N, 3° 21′ 35″ E      | Télégraphe situé anciennement sur la tour médiévale de Valros.                     |
| Béziers                 | Disque noir    | Béziers                          | Hérault     | Aucun vestige.                      | 43° 21′ 39″ N, 3° 13′ 51″ E      |                                                                                    |
| Nissan                  | Disque noir    | Nissan-lez-Enserune              | Hérault     | Quelques traces encore visibles.    | 43° 16′ 16″ N, 3° 07′ 14″ E      |                                                                                    |
| Coursan                 | Triangle blanc | Coursan                          | Aude        |                                     |                                  |                                                                                    |
| Narbonne                | Triangle blanc | Narbonne                         | Aude        |                                     |                                  |                                                                                    |

## Secteur Narbonne - Toulouse
| Tour                | Forme          | Commune                 | Département   | État | Coordonnées                 | Remarques                              |
| ------------------- | -------------- | ----------------------- | ------------- | ---- | --------------------------- | -------------------------------------- |
| Narbonne            | Triangle blanc | Narbonne                | Aude          |      |                             |                                        |
| Monredon            | Disque noir    | Montredon-des-Corbières | Aude          |      | 43° 11′ 01″ N, 2° 57′ 24″ E |                                        |
| Névian              | Disque noir    | Névian                  | Aude          |      | 43° 11′ 50″ N, 2° 52′ 39″ E |                                        |
| Pouilhac            | Disque noir    | Conilhac-Corbières      | Aude          |      | 43° 11′ 23″ N, 2° 41′ 56″ E |                                        |
| Douzens             | Disque noir    | Douzens                 | Aude          |      | 43° 11′ 21″ N, 2° 36′ 30″ E |                                        |
| Marseillette        | Disque noir    | Marseillette            | Aude          |      | 43° 12′ 12″ N, 2° 32′ 32″ E | Tour de l'Horloge au centre du village |
| Trèbes              | Disque noir    | Trèbes                  | Aude          |      | 43° 13′ 17″ N, 2° 27′ 41″ E |                                        |
| Carcassonne         | Disque noir    | Carcassonne             | Aude          |      | 43° 13′ 26″ N, 2° 21′ 15″ E |                                        |
| Pennautier          | Disque noir    | Pennautier              | Aude          |      | 43° 15′ 02″ N, 2° 17′ 17″ E |                                        |
| Alzonne             | Disque noir    | Alzonne                 | Aude          |      | 43° 16′ 19″ N, 2° 11′ 20″ E |                                        |
| Villepinte          | Disque noir    | Villepinte              | Aude          |      | 43° 17′ 28″ N, 2° 05′ 40″ E |                                        |
| Castelnaudary       | Triangle blanc | Castelnaudary           | Aude          |      | 43° 19′ 31″ N, 1° 56′ 41″ E |                                        |
| Montferrand         | Disque noir    | Montferrand             | Aude          |      | 43° 21′ 55″ N, 1° 49′ 08″ E |                                        |
| Avignonet           | Disque noir    | Avignonet-Lauragais     | Haute-Garonne |      | 43° 24′ 28″ N, 1° 44′ 47″ E |                                        |
| La Bastide Beauvoir | Disque noir    | Labastide-Beauvoir      | Haute-Garonne |      |                             |                                        |
| Lauzerville         | Disque noir    | Lauzerville             | Haute-Garonne |      | 43° 33′ 30″ N, 1° 33′ 34″ E | Impasse du Télégraphe (OpenStreetMap)  |
| Toulouse            | Triangle blanc | Toulouse                | Haute-Garonne |      | 43° 36′ 06″ N, 1° 28′ 24″ E | Rue du Télégraphe                      |

## Secteur Toulouse - Bordeaux
| Tour                 | Forme          | Commune               | Département     | État     | Coordonnées                 | Remarques                                                              |
| -------------------- | -------------- | --------------------- | --------------- | -------- | --------------------------- | ---------------------------------------------------------------------- |
| Toulouse             | Triangle blanc | Toulouse              | Haute-Garonne   |          | 43° 36′ 20″ N, 1° 26′ 27″ E | Sur le clocher de l'église des Cordeliers                              |
| Blagnac              | Triangle blanc | Blagnac               | Haute-Garonne   |          | 43° 38′ 03″ N, 1° 23′ 57″ E | Sur le clocher de l'église Saint-Pierre de Blagnac                     |
| Cornebarrieu         | Disque noir    | Cornebarrieu          | Haute-Garonne   |          | 43° 39′ 08″ N, 1° 18′ 29″ E |                                                                        |
| Levignac             | Disque noir    | Lévignac              | Haute-Garonne   |          | 43° 38′ 56″ N, 1° 12′ 49″ E | - Dans la forêt de Bouconne. - Image sur Wikimedia Commons             |
| Thil                 | Disque noir    | Thil                  | Haute-Garonne   |          | 43° 42′ 36″ N, 1° 09′ 02″ E |                                                                        |
| Belleserre           | Disque noir    | Bellesserre           | Haute-Garonne   |          | 43° 47′ 26″ N, 1° 06′ 05″ E |                                                                        |
| Saint-Jean           | Disque noir    | Beaumont-de-Lomagne   | Tarn-et-Garonne |          | 43° 51′ 35″ N, 1° 04′ 09″ E |                                                                        |
| Beaumont             | Disque noir    | Beaumont-de-Lomagne   | Tarn-et-Garonne | Détruit  | 43° 54′ 42″ N, 0° 58′ 35″ E |                                                                        |
| Lavit                | Disque noir    | Lavit                 | Tarn-et-Garonne |          | 43° 58′ 33″ N, 0° 56′ 06″ E |                                                                        |
| Bardigues            | Disque noir    | Bardigues             | Tarn-et-Garonne |          | 44° 02′ 31″ N, 0° 53′ 12″ E |                                                                        |
| Saint-Loup           | Disque noir    | Saint-Loup            | Tarn-et-Garonne |          | 44° 05′ 19″ N, 0° 50′ 36″ E | Image sur Wikimedia Commons                                            |
| Saint-Romain         | Disque noir    | Saint-Romain-le-Noble | Lot-et-Garonne  |          | 44° 08′ 51″ N, 0° 46′ 58″ E |                                                                        |
| Saint-Jean-de-Thurac | Disque noir    | Saint-Jean-de-Thurac  | Lot-et-Garonne  |          | 44° 09′ 44″ N, 0° 43′ 30″ E |                                                                        |
| Bon Encontre         | Carré noir     | Bon-Encontre          | Lot-et-Garonne  |          |                             |                                                                        |
| Donnefort            | Disque noir    | Agen                  | Lot-et-Garonne  |          | 44° 12′ 50″ N, 0° 36′ 59″ E |                                                                        |
| Saint-Cyrq           | Disque noir    | Colayrac-Saint-Cirq   | Lot-et-Garonne  |          | 44° 14′ 20″ N, 0° 33′ 00″ E |                                                                        |
| Lesterne             | Disque noir    | Prayssas              | Lot-et-Garonne  |          | 44° 17′ 26″ N, 0° 29′ 01″ E |                                                                        |
| Clairac              | Disque noir    | Clairac               | Lot-et-Garonne  |          | 44° 22′ 45″ N, 0° 23′ 56″ E |                                                                        |
| Hautevigne           | Disque noir    | Hautesvignes          | Lot-et-Garonne  |          | 44° 26′ 46″ N, 0° 20′ 33″ E |                                                                        |
| Birac                | Disque noir    | Birac-sur-Trec        | Lot-et-Garonne  |          | 44° 29′ 00″ N, 0° 17′ 19″ E |                                                                        |
| Marmande             | Disque noir    | Marmande              | Lot-et-Garonne  |          | 44° 31′ 49″ N, 0° 09′ 54″ E |                                                                        |
| Saint-Martin         | Disque noir    | Lamothe-Landerron     | Gironde         |          |                             |                                                                        |
| La Croisille         | Disque noir    | La Réole              | Gironde         |          | 44° 35′ 36″ N, 0° 01′ 11″ O |                                                                        |
| Casseuil             | Disque noir    | Casseuil              | Gironde         |          |                             |                                                                        |
| Mourens              | Disque noir    | Mourens               | Gironde         |          |                             |                                                                        |
| Capian               | Disque noir    | Capian                | Gironde         | vestiges | 44° 43′ 49″ N, 0° 18′ 33″ O | - Photographié à la journée Chappe - 2009 - Images à Wikimedia Commons |
| Sadirac              | Disque noir    | Sadirac               | Gironde         |          |                             |                                                                        |
| Bouliac              | Disque noir    | Bouliac               | Gironde         |          |                             |                                                                        |
| Bordeaux             | Triangle blanc | Bordeaux              | Gironde         |          | 44° 50′ 04″ N, 0° 33′ 57″ O | Clocher de la Basilique Saint-Michel de Bordeaux                       |

## Secteur Narbonne - Perpignan
| Tour           | Forme          | Commune           | Département         | État          | Coordonnées                 | Remarques |
| -------------- | -------------- | ----------------- | ------------------- | ------------- | --------------------------- | --------- |
| Narbonne       | Triangle blanc | Narbonne          | Aude                |               |                             |           |
| Jonquières     | Carré noir     | Narbonne          | Aude                | Fonctionnelle | 43° 08′ 29″ N, 2° 57′ 32″ E |           |
| Peyriac-de-Mer | Carré noir     | Peyriac-de-Mer    | Aude                |               | 43° 04′ 56″ N, 2° 57′ 35″ E |           |
| Sigean         | Carré noir     | Sigean            | Aude                |               | 43° 00′ 31″ N, 2° 58′ 04″ E |           |
| Fitou          | Carré noir     | Fitou             | Aude                |               | 42° 54′ 31″ N, 2° 59′ 02″ E |           |
| Fitou-2        | Carré noir     | Fitou             | Aude                |               | 42° 52′ 15″ N, 2° 58′ 34″ E |           |
| Garrieux       | Carré noir     | Salses-le-Château | Pyrénées-Orientales |               | 42° 49′ 29″ N, 2° 56′ 50″ E |           |
| Pia            | Triangle blanc | Pia               | Pyrénées-Orientales |               |                             |           |
| Perpignan      | Disque noir    | Perpignan         | Pyrénées-Orientales |               |                             |           |